# Rafflesia
Rafflesia R.Br., 1820 è un genere di piante parassite della famiglia Rafflesiaceae, diffuso nelle foreste pluviali del sud-est asiatico.
Il nome del genere è un omaggio a Sir Thomas Stamford Raffles, capo della spedizione a cui si deve la scoperta.

## Descrizione
Le piante del genere Rafflesia non presentano tronco, foglie o vere radici. Vivono in un rapporto di parassitismo con le piante del genere Tetrastigma (Vitaceae), all'interno dei tessuti delle quali propagano i propri austori. L'unica parte visibile al di fuori della pianta-ospite è il fiore: infatti, dato che si tratta di una pianta parassita, essa non ha bisogno della fotosintesi.
In alcune specie, come la Rafflesia arnoldii,  il fiore può superare i 100 cm di diametro e pesare sino a 10 kg. Anche le specie più piccole, quali la Rafflesia manillana, hanno fiori di oltre 20 cm di diametro.
Per il loro aspetto e soprattutto per il loro odore, i fiori ricordano la carne putrefatta; per questa ragione le popolazioni locali indicano la pianta con nomi traducibili come "pianta carne" o "pianta cadavere" (vedi sotto). L'odore attira insetti come le mosche, che trasportano il polline dai fiori maschili a quelli femminili. Per quanto riguarda la diffusione dei semi, si pensa che la Tupaia ed altri mammiferi mangino i frutti della pianta e li disperdano nel terreno nei loro escrementi.

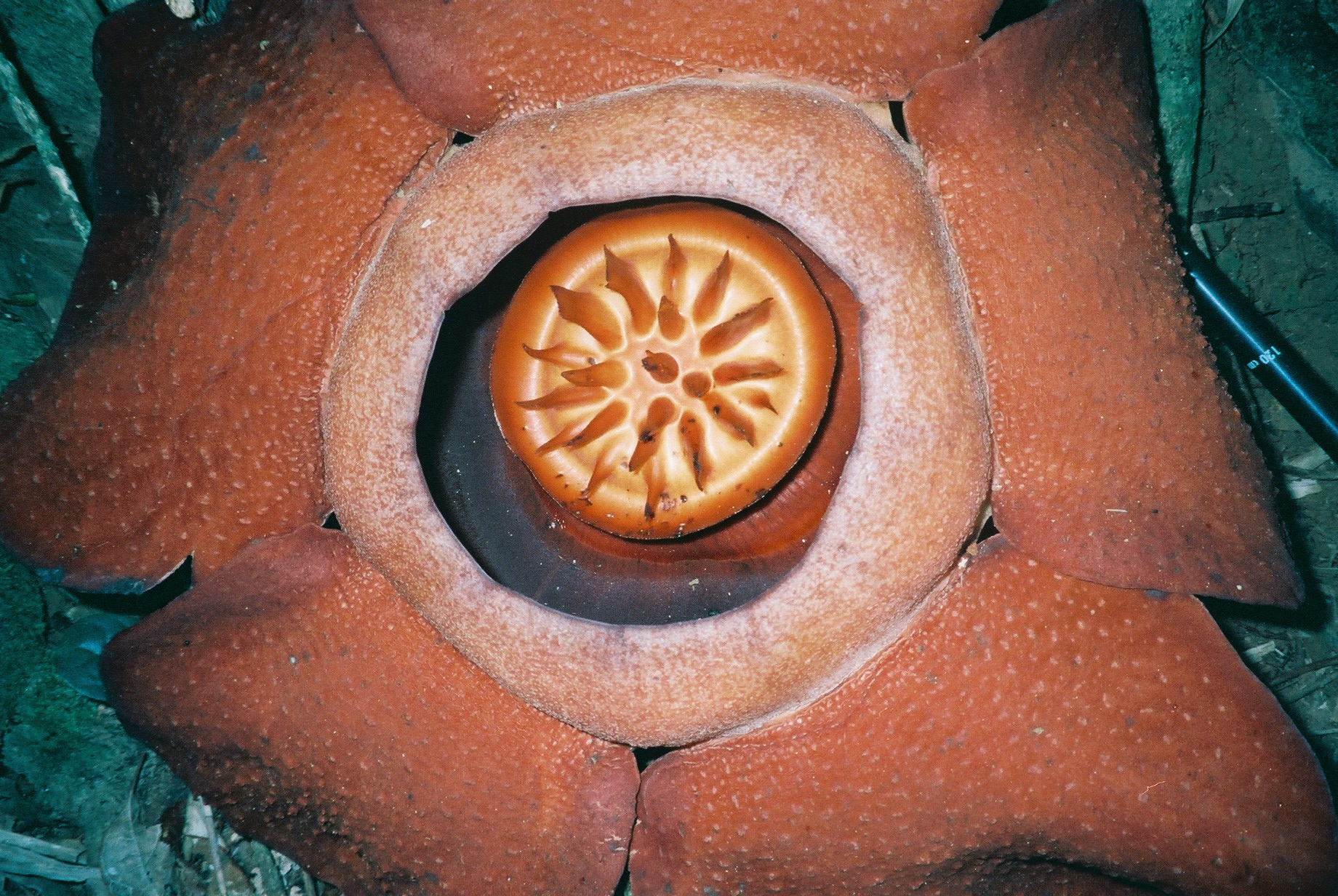
Rafflesia kerrii

## Biologia e conservazione
Si tratta di piante altamente specializzate e piuttosto rare, dato che hanno bisogno di un ecosistema assai complesso. Tutte le specie sono considerate in pericolo. Una delle ragioni principali è il disboscamento, che minaccia anche le specie Tetrastigma (le uniche che ospitano la Rafflesia). I fattori che determinano l'equilibrio dinamico dell'ecosistema sono comunque assai complessi:
- I fiori necessitano di mesi e mesi di maturazione, per restare aperti al massimo una settimana. Più rara diventa la specie, più basse sono le probabilità che un individuo maschile ne trovi uno femminile che fiorisca contemporaneamente nella stessa zona (e viceversa).
- La pianta può essere fecondata soltanto da certe specie di insetti, le quali a loro volta dipendono da un ecosistema particolare: devono infatti trovare una quantità sufficiente di carogne lasciate sul terreno dai predatori; questa carne viene infatti utilizzata anche per la riproduzione degli insetti.
- La sopravvivenza delle specie di Rafflesia dipende anche da una regolare diffusione dei roditori che, dopo la maturazione dei frutti, diffondono i semi della pianta.
- In seguito alla perdita dei cloroplasti[3] la Rafflesia lagascae è un parassita obbligato di determinate altre piante dalle quali assorbe nutrienti e parte del codice genetico tramite un trasferimento orizzontale di patrimonio genetico[4].

Da tempo si osserva come il flusso turistico concentri sempre più la sua attenzione su questa pianta. Se tutto ciò può costituire un pericolo, va detto che il turismo, visto come fonte di ricchezza, ha indotto gli enti locali adottare misure come recinzioni o divieti di disboscamento.

## Tassonomia

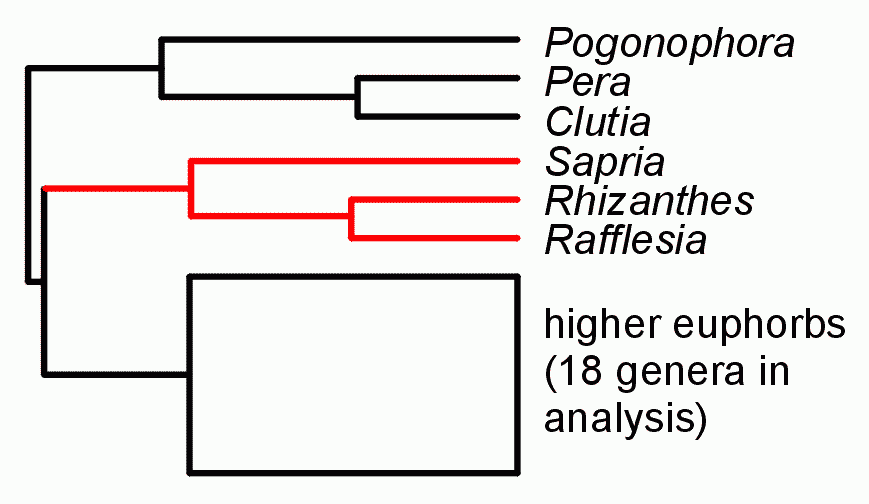
Studi filogenetici collocano le Rafflesiaceae all'interno della famiglia delle Euphorbiaceae. (Rafflesiaceae in rosso, Euphorbiaceae in nero - tratto da Davis et al., 2007).

Il genere Rafflesia è stato tradizionalmente collocato in una famiglia a sé stante, quella delle Rafflesiaceae.
Studi filogenetici effettuati tramite comparazione delle sequenze di DNA mitocondriale (mtDNA) di Rafflesia con l'mtDNA di altre angiosperme hanno mostrato che questo genere si è evoluto da piante fotosintetiche dell'ordine Malpighiales.. Altri studi, utilizzando sia sequenze di mtDNA che di DNA nucleare, hanno confermato questo risultato e hanno mostrato che altri tre gruppi tradizionalmente classificati come Rafflesiaceae non erano correlati. Un recente studio infine ha mostrato che Rafflesia è correlata con al famiglia delle Euphorbiaceae, il che è molto sorprendente dal momento che i membri di questa famiglia tipicamente presentano fiori molto piccoli.
Il genere Rafflesia comprende oltre 40 specie:
- Rafflesia arnoldii R.Br.
- Rafflesia aurantia Barcelona, Co & Balete
- Rafflesia azlanii Latiff & M.Wong
- Rafflesia baletei Barcelona & Cajano
- Rafflesia banaoana Malabrigo
- Rafflesia bengkuluensis Susatya, Arianto & Mat-Salleh
- Rafflesia borneensis Koord.
- Rafflesia camarinensis F.B.Valenz., Jaucian-Adan, Agoo & Madulid
- Rafflesia cantleyi Solms
- Rafflesia ciliata Koord.
- Rafflesia consueloae Galindon, Ong & Fernando
- Rafflesia gadutensis Meijer
- Rafflesia hasseltii Suringar
- Rafflesia horsfieldii R.Br.
- Rafflesia keithii Meijer
- Rafflesia kemumu Susatya, Hidayati & Riki
- Rafflesia kerrii Meijer
- Rafflesia lagascae Blanco
- Rafflesia lawangensis Mat-Salleh, Mahyuni & Susatya
- Rafflesia leonardi Barcelona & Pelser
- Rafflesia lobata R.Galang & Madulid
- Rafflesia manillana Teschem.
- Rafflesia meijeri Wiriad. & Sari
- Rafflesia micropylora Meijer
- Rafflesia mira Fernando & Ong
- Rafflesia mixta Barcelona, Manting, Arbolonio, R.B.Caball. & Pelser
- Rafflesia parvimaculata Sofiyanti, K.Mat-Salleh, Khairil, Zuhailah, Mohd.Ros. & Burs
- Rafflesia philippensis Blanco
- Rafflesia pricei Meijer
- Rafflesia rochussenii Teijsm. & Binn.
- Rafflesia schadenbergiana Göpp. ex Hieron.
- Rafflesia sharifah-hapsahiae J.H.Adam, R.Mohamed, Aizat-Juhari & K.L.Wan
- Rafflesia speciosa Barcelona & Fernando
- Rafflesia su-meiae M.Wong, Nais & F.Gan
- Rafflesia tengku-adlinii Mat-Salleh & Latiff
- Rafflesia tiomanensis Siti-Munirah, Salamah & Razelan
- Rafflesia tuan-mudae Becc.
- Rafflesia tuanku-halimii J.H.Adam, Aizat-Juhari, Azilah & K.L.Wan
- Rafflesia verrucosa Balete, Pelser, Nickrent & Barcelona
- Rafflesia witkampii Koord.
- Rafflesia zollingeriana Koord.

## La Rafflesia nella cultura di massa
La Rafflesia è considerata il fiore ufficiale dello stato Sabah in Malaysia e della provincia Surat Thani in Thailandia.
Le particolarità del fiore hanno spinto numerosi sviluppatori di videogiochi ad inserirlo nei propri titoli. Esempi di nemici basati sulla Rafflesia sono presenti in Animal Crossing, Final Fantasy XII e nel videogioco arcade Rafflesia (1986). Anche i Pokémon Gloom e Vileplume sono ispirati a questo genere di piante.
La Rafflesia è inoltre menzionata in altre opere giapponesi tra cui i manga Medaka Box, Capitan Harlock e One Piece.